# Zapatos rojos (película)
Zapatos rojos es una película dramática de 2022 dirigida por Carlos Eichelmann Kaiser (en su debut como director) y escrita por Jofra GG, Kaiser y Adriana González del Valle. Esta protagonizada por Eustacio Ascacio Velázquez. Tuvo su estreno mundial en la sección Horrizons Extra del 79º Festival Internacional de Cine de Venecia el 4 de octubre de 2022.

## Sinopsis
Artemio, un granjero que dedica todos sus esfuerzos a trabajar su tierra, recibe la noticia de que su hija murió en la ciudad. Acude allí en busca del cuerpo, pero, al mismo tiempo, el viaje supone entrar en un mundo totalmente distinto.

## Elenco
- Eustacio Ascacio Velázquez como Artemio
- Natalia Solián como Damiana
- Phanie Molina como Alejandra
- Miguel Ángel Valencia como Rubén
- Rosa Irene Herrera Aguilar como Rosa

## Producción
Se anunció con el título 500 millones de zapatos rojos, pero luego se cambió a Zapatos rojos. La fotografía principal duró 3 semanas en Ciudad de México y 1 semana en el desierto de San Luis Potosí durante la pandemia de COVID-19.

## Lanzamiento
La película tuvo su estreno mundial en el 79º Festival Internacional de Cine de Venecia el 4 de octubre de 2022. Su estreno mexicano se produjo en el 20° Festival Internacional de Cine de Morelia a finales de octubre de 2022.

## Premios y nominaciones
| Año  | Premio                                      | Categoría                            | Candidato                | Resultado | Ref.          |
| ---- | ------------------------------------------- | ------------------------------------ | ------------------------ | --------- | ------------- |
| 2022 | Festival Internacional de Cine de Venecia   | Premio del Público - Orizzonti Extra | Carlos Eichelmann Kaiser | Nominado  | [ 9 ] [ 10 ]  |
| 2022 | Festival Internacional de Cine de Marrakech | Estrella dorada                      | Carlos Eichelmann Kaiser | Nominado  | [ 11 ]        |
| 2022 | Festival Internacional de Cine de Morelia   | Mejor Largometraje                   | Carlos Eichelmann Kaiser | Nominado  | [ 12 ] [ 13 ] |
| 2023 | Festival Internacional de Cine de Sofía     | Premio Ciudad del Cine de Sofía      | Zapatos rojos            | Ganador   | [ 14 ]        |
| 2023 | Festival Internacional de Cine de Sofía     | Premio del Jurado FIPRESCI           | Zapatos rojos            | Ganador   | [ 14 ]        |
| 2023 | Festival Internacional de Cine de Sofía     | Premio del Jurado Juvenil            | Zapatos rojos            | Ganador   | [ 14 ]        |
| 2023 | Festival de Cine Español de Málaga          | Mejor Película Iberoamericana        | Carlos Eichelmann Kaiser | Nominado  | [ 15 ]        |
| 2023 | Festival de Cine Español de Málaga          | Mejor fotografía                     | Serguei Saldívar Tanaka  | Ganador   | [ 16 ]        |
| 2023 | Premios Ariel                               | Mejor Primer Trabajo                 | Zapatos rojos            | Nominado  | [ 17 ] [ 18 ] |
| 2023 | Premios Ariel                               | Mejor revelación actoral             | Eustacio Ascacio         | Nominado  | [ 17 ] [ 18 ] |
| 2023 | Premios Ariel                               | Mejor fotografía                     | Serguei Saldívar Tanaka  | Nominado  | [ 17 ] [ 18 ] |
| 2023 | Premios Ariel                               | Mejor puntaje original               | Camilla Uboldi           | Ganador   | [ 17 ] [ 18 ] |
| 2023 | Premios Ariel                               | Mejor dirección de arte              | Nohemí González          | Nominado  | [ 17 ] [ 18 ] |